# Єфрем I Єрусалимський
Єфрем (... — ІІ ст.) — тринадцятий єпископ Єрусалиму за часів імператора Адріана, згідно з хронотаксисом Євсевія Кесарійського.
Він шанується як святий і вшановується 12 травня згідно з палестино-грузинським мартирологом. Як і інші єпископи Єрусалиму того часу, вважається, що під час напруженості між єврейською громадою та римською владою він став жертвою мученицької смерті.